# Eino Tukiainen
Eino Tukiainen   (Víborg, 1 de gener de 1915 - Hèlsinki, 2 de febrer de 1975) va ser un gimnasta artístic finlandès que va competir durant la dècada de 1930.
El 1936 va prendre part en els Jocs Olímpics de Berlín, on disputà vuit proves del programa de gimnàstica. Guanyà la medalla de plata en la prova del concurs complet per equips, mentre en les altres finalitzà en posicions més endarrerides.